# José Canalejas Méndez
José Canalejas Méndez (Ferrol, 31 luglio 1854 – Madrid, 12 novembre 1912) è stato un politico spagnolo.
È stato Presidente del Consiglio dal 9 febbraio 1910 al 12 novembre 1912.
Nel 1911, su sua proposta, fu creata la Comisaría Regia del Turismo y Cultura Artística Popular.
Fu assassinato dall'anarchico Manuel Pardiñas Serrano, il quale poco dopo si suicidò.